# Lilium rhodopeum
Lilium rhodopeum är en liljeväxtart som beskrevs av Dimitàr Danailov Delipavlov. Lilium rhodopeum ingår i släktet liljor, och familjen liljeväxter. IUCN kategoriserar arten globalt som sårbar. Inga underarter finns listade.

## Bildgalleri

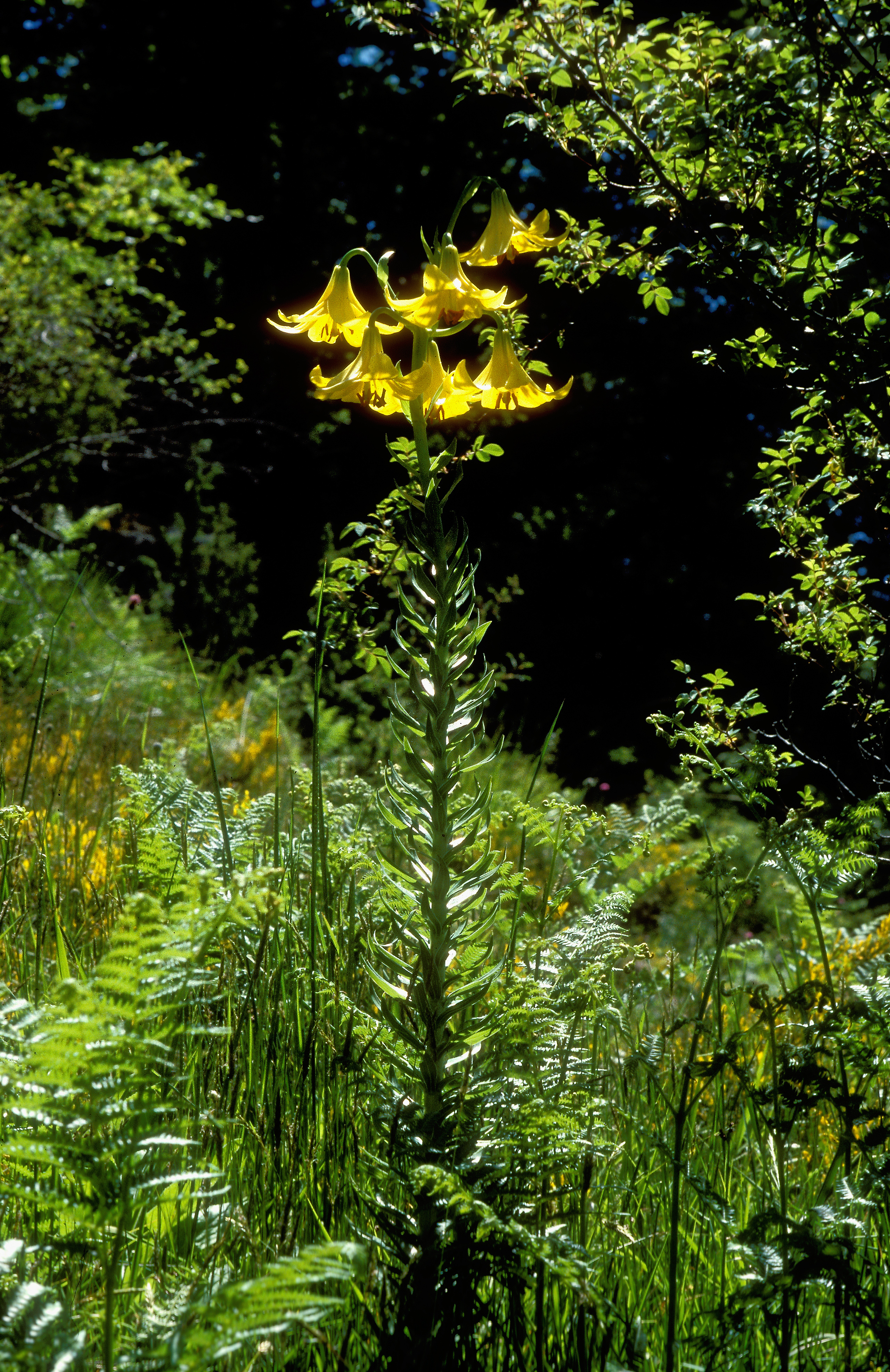
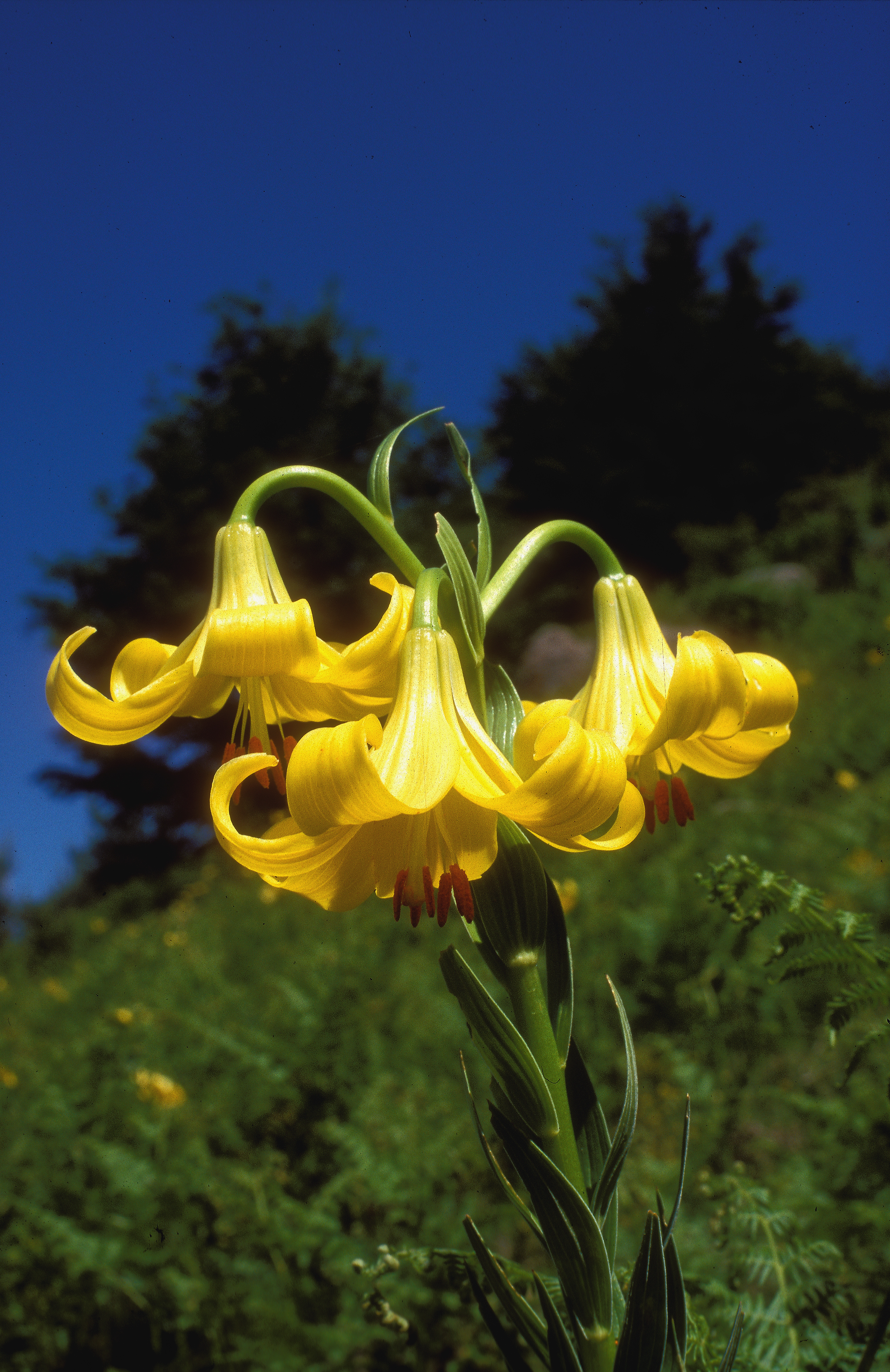
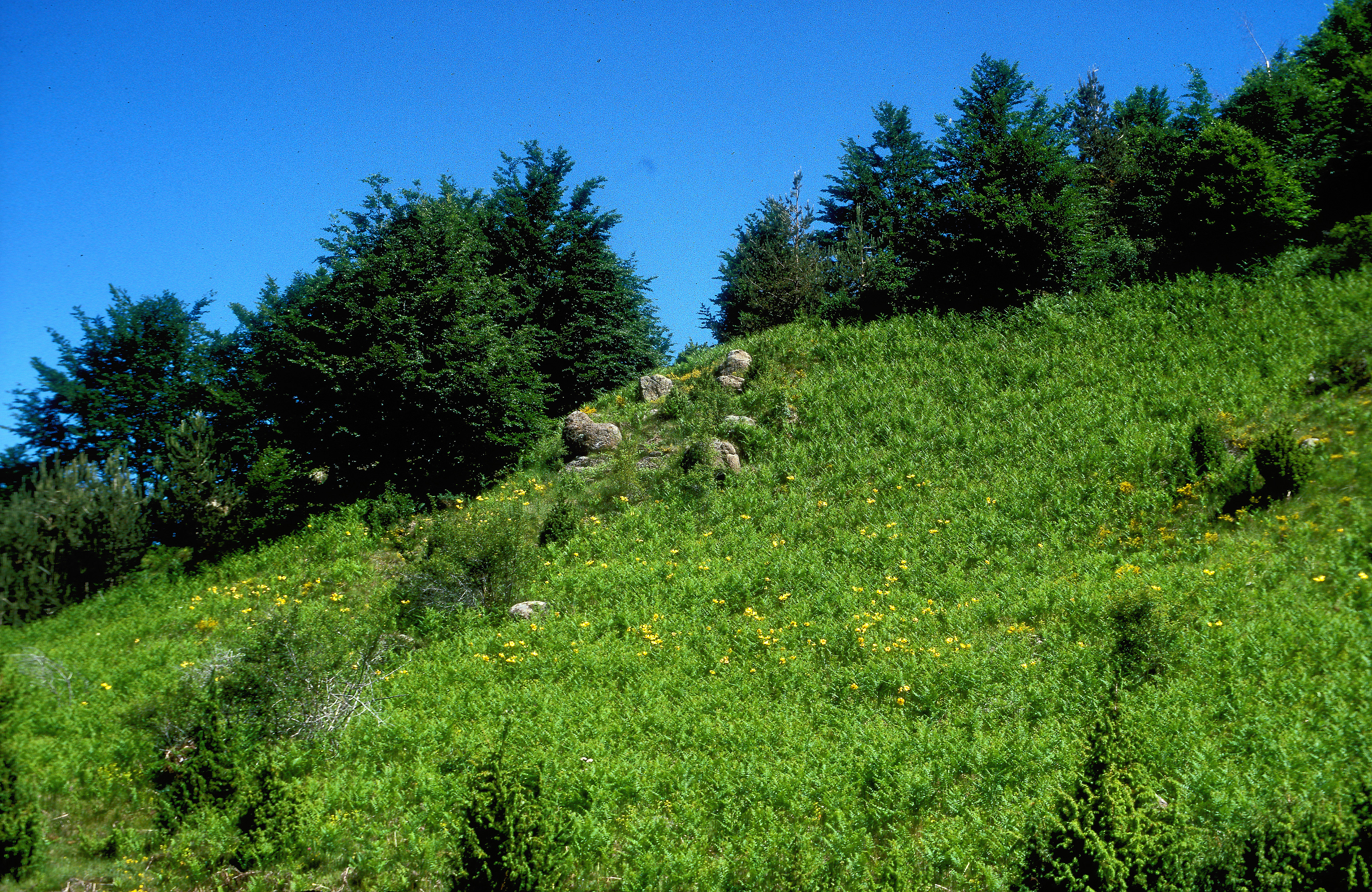
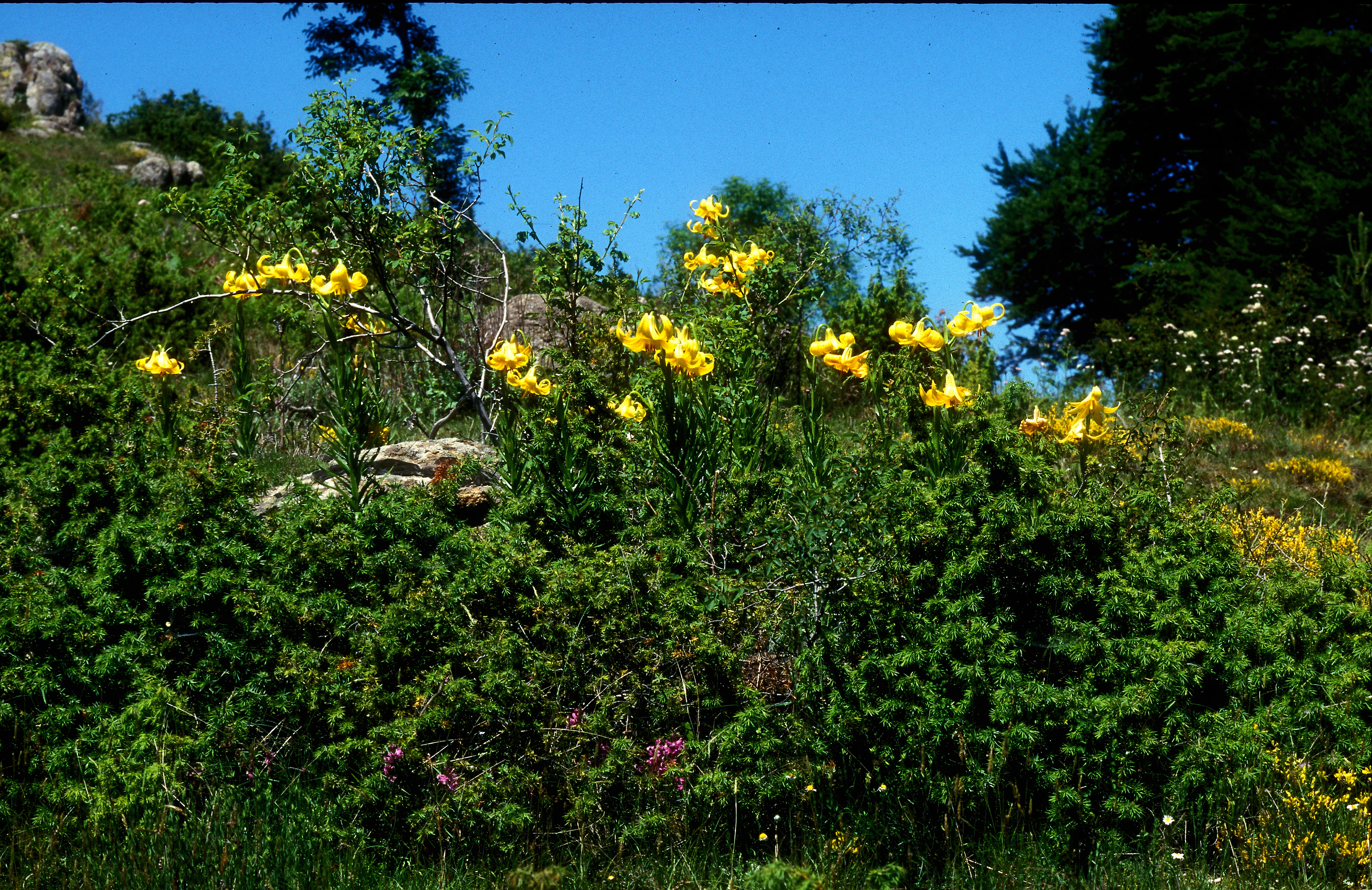
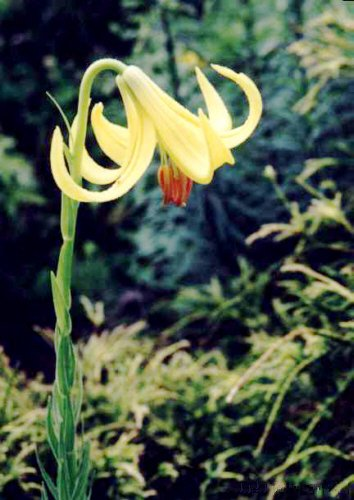
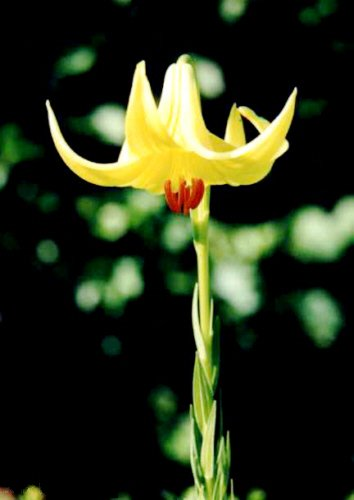